# Кристиан Биркеланд
Кристиан Олаф Бернхард Биркеланд (13 декември 1867 – 15 юни 1917) е норвежки учен. Той е най-известен като човекът, изяснил природата на Северното сияние, За да финансира изследванията на сиянието, той изобретява електромагнитното оръдие и процеса Биркеланд-Айде на фиксиране на азот от въздуха. Биркеланд е номиниран за Нобелова награда седем пъти.

## Живот
Биркеланд е роден в Кристиания (днес Осло) в семейството на Райнхарт и Ингеборг Биркеланд. Написва първия си научен доклад на 18-годишна възраст. Биркеланд се жени за Ида Шарлот Хамер през май 1905 г. Те нямат деца и поради заетостта на Биркеланд с работата му, се развеждат през 1911 г.
Страдайки от силна параноя поради употребата на Веронал като приспивателно, той умира при мистериозни обстоятелства в стаята си в хотел Сейокен в Токио, докато е на посещение на колеги от Токийския университет.